# Osteochilus kuekenthali
Osteochilus kuekenthali är en fiskart som beskrevs av Ahl 1922. Osteochilus kuekenthali ingår i släktet Osteochilus och familjen karpfiskar. Inga underarter finns listade i Catalogue of Life.